# Tough Love (Avicii-sang)
Tough Love er en single af den svenske DJ Avicii. Det er den anden single fra albummet "TIM" fra 2019, og hans anden single efter hans død. Tough Love blev udgivet den 9. maj 2019 af Universal Music AB, og den er skrevet af Tim Bergling (Avicii), Salem Al Fakir og Vincent Pontare. Tough Love er sunget af Vargas & Lagola og sangerinden Agnes. Vargas & Lagola er en musikduo bestående af Al Fakir og Pontare.

## Historie
Tough Love blev skrevet i 2016, imens Bergling havde hans "The Crowning Of Prince Liam" session. Sangen er inspireret af Bollywood musik, og den sampler "Banarasiya" fra filmen Raanjhanaa. I Berglings efterladte noter, ønskede han at vokalerne skulle være en duet mellem en mand og en kvinde, helst et par. Vincent Pontare fra Vargas & Lagola er gift med sangerinden Agnes, så hun blev derfor valgt til at synge sammen med dem. Sangen var angiveligt omkring 80% færdig inden hans død. Sangen blev også sunget af Chris Martin, som mente at vokalerne fra Vargas & Lagola lød bedre, og han bad dem derfor om at synge sangen.

## Hitlister
| Hitliste (2019)                                  | Højeste position |
| ------------------------------------------------ | ---------------- |
| Østrig (Ö3 Austria Top 40)                       | 45               |
| Belgien (Ultratip Flanderen)                     | 18               |
| Canada (Canadian Hot 100)                        | 82               |
| Tjekkiet (Singles Digitál Top 100)               | 38               |
| Finland (Suomen virallinen lista)                | 14               |
| Tyskland (Official German Charts)                | 72               |
| Ungarn (Single Top 40)                           | 38               |
| Ungarn (Stream Top 40)                           | 14               |
| Irland (IRMA)                                    | 35               |
| Japan (Japan Hot 100)                            | 58               |
| Lithuania (AGATA)                                | 33               |
| Holland (Single Top 100)                         | 60               |
| New Zealand Hot Singles (RMNZ)                   | 10               |
| Norge (VG-lista)                                 | 9                |
| Skotland (Official Charts Company)               | 95               |
| Slovakiet (Singles Digitál Top 100)              | 28               |
| Sverige (Sverigetopplistan)                      | 2                |
| Schweiz (Schweizer Hitparade)                    | 31               |
| Storbritannien Singles (Official Charts Company) | 60               |
| 14                                               |                  |
| USA Hot Dance/Electronic Songs (Billboard)       | 9                |

| Hitliste (2019)                           | Position |
| ----------------------------------------- | -------- |
| Sweden (Sverigetopplistan)                | 31       |
| US Hot Dance/Electronic Songs (Billboard) | 80       |